# Transports en commun de Chauny-Tergnier
Lyneo est le réseau de transports en commun organisé par la Communauté d'agglomération Chauny-Tergnier-La Fère (CTLF), desservant la commune de Chauny, ainsi que son agglomération, située dans le département de l'Aisne, dans la région des Hauts-de-France.
Le réseau est exploité depuis 2013 (et renouvelé en 2023 pour une durée de six ans) par Keolis, via sa filiale Keolis Chauny-Tergnier-La Fère.

## Histoire

### 1997: Création des Transports de l'Agglomération de Chauny (TAC)
Le réseau de transports en commun de Chauny est créé et mis en service le 1er décembre 1997, structuré en 3 lignes distinctes.

### 2011: TAC devient TACT
Le réseau se compose de 5 lignes (numérotées de 1 à 5) desservant l'agglomération de Chauny-Tergnier.

### 2024: Restructuration du réseau et nouvelle identité
Le 17 février 2024, le réseau change de nom, passant de TACT à Lynéo. Ce changement de nom s'accompagne d'une restructuration du réseau, avec des fusions de lignes et des créations de nouvelles lignes et nouveaux services:
- La ligne 1 relie les communes de Chauny à Charmes, en passant par Tergnier et sa gare, avec une fréquence d'un bus toutes les 30 minutes entre Chauny et Tergnier, et d'un bus par heure jusqu'à Charmes. La ligne dessert, entre autres, la zone commerciale de Chauny.
- La ligne 2 (résultante de la fusion des anciennes lignes 4 et 5), relie les communes de Tergnier et de Condren, avec un bus toutes les 45 minutes. La ligne dessert les zones d'activités des deux communes principalement.
- La ligne 3 (résultante de la fusion des anciennes lignes 2 et 3), relie les communes d'Ognes, Chauny, Autreville et Sinceny, à raison de 8 allers-retours chaque jour. Elle dessert, entre autres, la gare de Chauny, le supermarché d'Autreville et la Maison de Santé de Sinceny.
- La Navette Evolis voit le jour à cette date. Elle relie la gare de Tergnier à la zone d'activités Evolis, desservant au passage le technicentre de Tergnier de la SNCF.
- Les 31 circuits scolaires (numérotés de 1 à 42) assurent la desserte des différents établissements scolaires présents sur le territoire de l'agglomération.
- 5 Navettes voient le jour également. Ces navettes relient principalement Chauny aux différents établissements scolaires des communes limitrophes.

Parallèlement à cette restructuration, le réseau est complété par 2 services de transports à la demande (TAD) :
- Le service Acti'neo, desservant les communes d'Ognes, Chauny, Sinceny, Viry-Noureuil, Condren, Tergnier, Beautor, La Fère et Charmes, fonctionnant du Lundi au Samedi, le matin à 5h00 et 6h00, et le soir à 20h00 et 21h30, permet de aux différentes zones d'activités et d'emplois desservies par au moins 1 arrêt du réseau[4].
- Le service Flexi'neo, desservant 3 zones (zone Ouest, zone Est et service du Dimanche sur la zone desservie par le service Acti'neo), fonctionnant du Lundi au Samedi, de 7h30 à 18h30, et le Dimanche de 8h30 à 13h30, permet de relier les communes rurales aux arrêts de bus desservis par les lignes régulières[5].

#### Changements ultérieurs à la restructuration
La ligne 1 fonctionne tous les Dimanches de Décembre à partir de 2024.

## Réseau actuel
Le réseau de bus Lynéo, desservant les communes de la Communauté d'agglomération Chauny-Tergnier-La Fère (CTLF), se compose de :
- 3 lignes urbaines (numérotées de 1 à 3) ;
- 1 Navette reliant à la Zone d'Activités Evolis (nommée Navette Evolis) ;
- 31 Circuits Scolaires reliant les communes aux établissements scolaires de l'agglomération (numérotées de CS1 à CS42) ;
- 5 Navettes Scolaires permettant de relier Chauny aux établissements scolaires des villes limitrophes ;
- 10 lignes RPI.

### Lignes régulières

#### Lignes urbaines
| Ligne | Caractéristiques | Caractéristiques                                                                                   | Caractéristiques                                                                                   | Caractéristiques                                                                                   | Caractéristiques                                                                                   | Caractéristiques                                                                                   | Caractéristiques                                                                                   | Caractéristiques                                                                                   | Caractéristiques                                                                                   |
| 1     | Chauny – Zone de l'Univers ⥋ Tergnier Gare / Charmes – Mairie | Chauny – Zone de l'Univers ⥋ Tergnier Gare / Charmes – Mairie                                      | Chauny – Zone de l'Univers ⥋ Tergnier Gare / Charmes – Mairie                                      | Chauny – Zone de l'Univers ⥋ Tergnier Gare / Charmes – Mairie                                      | Chauny – Zone de l'Univers ⥋ Tergnier Gare / Charmes – Mairie                                      | Chauny – Zone de l'Univers ⥋ Tergnier Gare / Charmes – Mairie                                      | Chauny – Zone de l'Univers ⥋ Tergnier Gare / Charmes – Mairie                                      | Chauny – Zone de l'Univers ⥋ Tergnier Gare / Charmes – Mairie                                      | Chauny – Zone de l'Univers ⥋ Tergnier Gare / Charmes – Mairie                                      |
| ----- | --- | -------------------------------------------------------------------------------------------------- | -------------------------------------------------------------------------------------------------- | -------------------------------------------------------------------------------------------------- | -------------------------------------------------------------------------------------------------- | -------------------------------------------------------------------------------------------------- | -------------------------------------------------------------------------------------------------- | -------------------------------------------------------------------------------------------------- | -------------------------------------------------------------------------------------------------- |
| 1     | Ouverture / Fermeture 17 février 2024 / — | Longueur —                                                                                         | Durée 50-65 min                                                                                    | Nb. d’arrêts 60                                                                                    | Matériel —                                                                                         | Jours de fonctionnement L, Ma, Me, J, V, S, D                                                      | Jour / Soir / Nuit / Fêtes O / N / N / N                                                           | Voy. / an —                                                                                        | Dépôt Chauny                                                                                       |
| 1     | Desserte : - Communes et lieux desservis : Chauny, Viry-Noureuil, Condren, Tergnier, Beautor, La Fère et Charmes - Gares desservies : Chauny, Viry-Noureuil (depuis l'arrêt "La Rive", à pied) et Tergnier | | | | | | | | |
| 1     | Autre : - Amplitude horaire et fréquence : - Du Lundi au Samedi en période scolaire : de 6h10 à 18h55 avec un passage toutes les 25-35 minutes. - Du Lundi au Samedi en période de petites vacances scolaires : de 6h20 à 18h55 avec un passage toutes les 60 minutes le matin, et toutes les 35 minutes l'après-midi. - Les Dimanches de Décembre : de 8h15 à 18h35 avec un passage toutes les 60 minutes le matin, toutes les 30-90 minutes l'après-midi. - Particularités : - La section entre la gare de Tergnier et la Mairie de Charmes n'est desservie qu'à raison d'un passage par heure du Lundi au Samedi, en période scolaire, ainsi que toutes les 2 heures le matin, et une fois par heure en période de petites vacances scolaires en période de petites vacances scolaires, et toutes les 3 heures les Dimanches de Décembre. - Les arrêts "Place Carnegie", "Fargniers Eglise", "Berlemont", "Canal" et "Roosevelt" ne sont desservis que par les courses étant terminus "Tergnier Gare". - En direction de la Zone de l'Univers, deux course sur trois effectue son départ depuis l'arrêt "Raymond Poincaré", à Tergnier. | | | | | | | | |
| 1     | Dernière actualisation : 11 mai 2025 | | | | | | | | |
| 2     | (Circulaire) Tergnier Gare ⥋ via Belvédère, Collège Joliot Curie, ZI 32ème RI et Place Paul Caille | (Circulaire) Tergnier Gare ⥋ via Belvédère, Collège Joliot Curie, ZI 32ème RI et Place Paul Caille | (Circulaire) Tergnier Gare ⥋ via Belvédère, Collège Joliot Curie, ZI 32ème RI et Place Paul Caille | (Circulaire) Tergnier Gare ⥋ via Belvédère, Collège Joliot Curie, ZI 32ème RI et Place Paul Caille | (Circulaire) Tergnier Gare ⥋ via Belvédère, Collège Joliot Curie, ZI 32ème RI et Place Paul Caille | (Circulaire) Tergnier Gare ⥋ via Belvédère, Collège Joliot Curie, ZI 32ème RI et Place Paul Caille | (Circulaire) Tergnier Gare ⥋ via Belvédère, Collège Joliot Curie, ZI 32ème RI et Place Paul Caille | (Circulaire) Tergnier Gare ⥋ via Belvédère, Collège Joliot Curie, ZI 32ème RI et Place Paul Caille | (Circulaire) Tergnier Gare ⥋ via Belvédère, Collège Joliot Curie, ZI 32ème RI et Place Paul Caille |
| 2     | Ouverture / Fermeture 17 février 2024 / — | Longueur —                                                                                         | Durée 40 min                                                                                       | Nb. d’arrêts 30                                                                                    | Matériel —                                                                                         | Jours de fonctionnement L, Ma, Me, J, V, S                                                         | Jour / Soir / Nuit / Fêtes O / N / N / N                                                           | Voy. / an —                                                                                        | Dépôt Chauny                                                                                       |
| 2     | Desserte : - Communes et lieux desservis : Tergnier et Condren - Gares desservies : Tergnier | | | | | | | | |
| 2     | Autre : - Amplitude horaire et fréquence : - Du Lundi au Samedi en période scolaire : de 6h45 à 18h45 avec un passage toutes les 45 minutes. - Du Lundi au Samedi en période de vacances d'été : de 6h40 à 18h15 avec un passage toutes les 45-120 minutes. | | | | | | | | |
| 2     | Dernière actualisation : 11 mai 2025 | | | | | | | | |
| 3     | Ognes – Mairie ⥋ Sinceny – Mairie | Ognes – Mairie ⥋ Sinceny – Mairie                                                                  | Ognes – Mairie ⥋ Sinceny – Mairie                                                                  | Ognes – Mairie ⥋ Sinceny – Mairie                                                                  | Ognes – Mairie ⥋ Sinceny – Mairie                                                                  | Ognes – Mairie ⥋ Sinceny – Mairie                                                                  | Ognes – Mairie ⥋ Sinceny – Mairie                                                                  | Ognes – Mairie ⥋ Sinceny – Mairie                                                                  | Ognes – Mairie ⥋ Sinceny – Mairie                                                                  |
| 3     | Ouverture / Fermeture 17 février 2024 / — | Longueur —                                                                                         | Durée 35-40 min                                                                                    | Nb. d’arrêts 30                                                                                    | Matériel —                                                                                         | Jours de fonctionnement L, Ma, Me, J, V, S                                                         | Jour / Soir / Nuit / Fêtes O / N / N / N                                                           | Voy. / an —                                                                                        | Dépôt Chauny                                                                                       |
| 3     | Desserte : - Communes et lieux desservis : Ognes, Chauny, Autreville et Sinceny - Gares desservies : Chauny | | | | | | | | |
| 3     | Autre : - Amplitude horaire et fréquence : - Du lundi au samedi en période scolaire : de 7h20 à 18h05 avec 7 départs depuis la Mairie d'Ognes, et 9 départs depuis la Mairie de Sinceny. - Du lundi au samedi en période de petites vacances scolaires et de vacances d'été : de 8h20 à 16h50 avec 4 départs depuis la Mairie d'Ognes, et 5 départs depuis la Mairie de Sinceny. - Particularités : - L'arrêt "Albert Camus" n'est pas desservi par les course de 14h50 et 16h20 au départ de la Mairie d'Ognes. - Les arrêts "Claude Béguard" et "Henri Barbusse" ne sont pas desservis par les courses de 7h23 et 13h00 au départ de la Mairie de Sinceny. | | | | | | | | |
| 3     | Dernière actualisation : 11 mai 2025 | | | | | | | | |

#### Navette Evolis
| Ligne | Caractéristiques | Caractéristiques                                 | Caractéristiques                                 | Caractéristiques                                 | Caractéristiques                                 | Caractéristiques                                 | Caractéristiques                                 | Caractéristiques                                 | Caractéristiques                                 |
| E     | Navette Evolis | Navette Evolis                                   | Navette Evolis                                   | Navette Evolis                                   | Navette Evolis                                   | Navette Evolis                                   | Navette Evolis                                   | Navette Evolis                                   | Navette Evolis                                   |
| E     | Tergnier Gare ⥋ Tergnier – Village d'entreprises | Tergnier Gare ⥋ Tergnier – Village d'entreprises | Tergnier Gare ⥋ Tergnier – Village d'entreprises | Tergnier Gare ⥋ Tergnier – Village d'entreprises | Tergnier Gare ⥋ Tergnier – Village d'entreprises | Tergnier Gare ⥋ Tergnier – Village d'entreprises | Tergnier Gare ⥋ Tergnier – Village d'entreprises | Tergnier Gare ⥋ Tergnier – Village d'entreprises | Tergnier Gare ⥋ Tergnier – Village d'entreprises |
| ----- | --- | ------------------------------------------------ | ------------------------------------------------ | ------------------------------------------------ | ------------------------------------------------ | ------------------------------------------------ | ------------------------------------------------ | ------------------------------------------------ | ------------------------------------------------ |
| E     | Ouverture / Fermeture 17 février 2024 / — | Longueur —                                       | Durée 15 min                                     | Nb. d’arrêts 5                                   | Matériel —                                       | Jours de fonctionnement L, Ma, Me, J, V, S       | Jour / Soir / Nuit / Fêtes O / N / N / N         | Voy. / an —                                      | Dépôt Chauny                                     |
| E     | Desserte : - Communes et lieux desservis : Tergnier (Zone d'Activités Evolis) - Gares desservies : Tergnier |                                                  |                                                  |                                                  |                                                  |                                                  |                                                  |                                                  |                                                  |
| E     | Autre : - Amplitude horaire et fréquence : - Du Lundi au Samedi en période scolaire : de 7h30 à 18h30 avec 8 allers-retours dans la journée. - Du Lundi au Samedi en période de petites vacances scolaires et de vacances d'été : de 7h30 à 18h30 avec 8 allers-retours dans la journée. - Particularités : - En période scolaire, 6 départs sur 8 se font sans nécessité de réserver via le service de transport à la demande Acti'neo. - Les Samedis, en période scolaire, les courses ne se font que sur réservation via le service de transport à la demande Acti'neo. - Du Lundi au Samedi, en période de petites vacances scolaires et de vacances d'été, les courses ne se font que sur réservation via le service de transport à la demande Acti'neo. |                                                  |                                                  |                                                  |                                                  |                                                  |                                                  |                                                  |                                                  |
| E     | Dernière actualisation : 11 mai 2025 |                                                  |                                                  |                                                  |                                                  |                                                  |                                                  |                                                  |                                                  |

### Circuits Scolaires

#### Secteur de Chauny

##### Lignes de CS1 à CS9
| Ligne | Caractéristiques | Caractéristiques                         | Caractéristiques                         | Caractéristiques                         | Caractéristiques                         | Caractéristiques                         | Caractéristiques                         | Caractéristiques                         | Caractéristiques                         |
| CS1   | Circuit Scolaire 1 | Circuit Scolaire 1                       | Circuit Scolaire 1                       | Circuit Scolaire 1                       | Circuit Scolaire 1                       | Circuit Scolaire 1                       | Circuit Scolaire 1                       | Circuit Scolaire 1                       | Circuit Scolaire 1                       |
| CS1   | Chauny – Place Bouzier ⥋ Manicamp – Abri | Chauny – Place Bouzier ⥋ Manicamp – Abri | Chauny – Place Bouzier ⥋ Manicamp – Abri | Chauny – Place Bouzier ⥋ Manicamp – Abri | Chauny – Place Bouzier ⥋ Manicamp – Abri | Chauny – Place Bouzier ⥋ Manicamp – Abri | Chauny – Place Bouzier ⥋ Manicamp – Abri | Chauny – Place Bouzier ⥋ Manicamp – Abri | Chauny – Place Bouzier ⥋ Manicamp – Abri |
| ----- | --- | ---------------------------------------- | ---------------------------------------- | ---------------------------------------- | ---------------------------------------- | ---------------------------------------- | ---------------------------------------- | ---------------------------------------- | ---------------------------------------- |
| CS1   | Ouverture / Fermeture 17 février 2024 / — | Longueur —                               | Durée 20-25 min                          | Nb. d’arrêts 5                           | Matériel —                               | Jours de fonctionnement L, Ma, Me, J, V  | Jour / Soir / Nuit / Fêtes O / N / N / N | Voy. / an —                              | Dépôt Chauny                             |
| CS1   | Desserte : - Communes et lieux desservis : Chauny, Marest-Dampcourt, Quierzy et Manicamp - Gares desservies : Aucune |                                          |                                          |                                          |                                          |                                          |                                          |                                          |                                          |
| CS1   | Autre : - Amplitude horaire et fréquence : - Du Lundi au Vendredi en période scolaire : de 7h10 à 17h40 avec 1 départ du Lundi au Vendredi à 7h10 depuis Marest-Dampcourt, 1 départ le Mercredi à 12h25 depuis la Place Bouzier, et 1 départ du Lundi au Vendredi à 17h40 depuis la Place Bouzier.     |                                          |                                          |                                          |                                          |                                          |                                          |                                          |                                          |
| CS1   | Dernière actualisation : 11 mai 2025 |                                          |                                          |                                          |                                          |                                          |                                          |                                          |                                          |
| CS2   | Circuit Scolaire 2 | Circuit Scolaire 2                       | Circuit Scolaire 2                       | Circuit Scolaire 2                       | Circuit Scolaire 2                       | Circuit Scolaire 2                       | Circuit Scolaire 2                       | Circuit Scolaire 2                       | Circuit Scolaire 2                       |
| CS2   | Chauny – Place Bouzier ⥋ Marest-Dampcourt – Abri |                                          |                                          |                                          |                                          |                                          |                                          |                                          |                                          |
| CS2   | Ouverture / Fermeture 17 février 2024 / — | Longueur —                               | Durée 20-25 min                          | Nb. d’arrêts 10                          | Matériel —                               | Jours de fonctionnement L, Ma, Me, J, V  | Jour / Soir / Nuit / Fêtes O / N / N / N | Voy. / an —                              | Dépôt Chauny                             |
| CS2   | Desserte : - Communes et lieux desservis : Chauny, Ognes, Abbecourt et Marest-Dampcourt - Gares desservies : Aucune |                                          |                                          |                                          |                                          |                                          |                                          |                                          |                                          |
| CS2   | Autre : - Amplitude horaire et fréquence : - Du Lundi au Vendredi en période scolaire : de 7h10 à 17h45 avec 1 départ du Lundi au Vendredi à 7h10 depuis Marest-Dampcourt, 1 départ le Mercredi à 12h25 depuis la Place Bouzier, et 1 départ du Lundi au Vendredi à 17h45 depuis la Place Bouzier.     |                                          |                                          |                                          |                                          |                                          |                                          |                                          |                                          |
| CS2   | Dernière actualisation : 11 mai 2025 |                                          |                                          |                                          |                                          |                                          |                                          |                                          |                                          |
| CS3   | Circuit Scolaire 3 | Circuit Scolaire 3                       | Circuit Scolaire 3                       | Circuit Scolaire 3                       | Circuit Scolaire 3                       | Circuit Scolaire 3                       | Circuit Scolaire 3                       | Circuit Scolaire 3                       | Circuit Scolaire 3                       |
| CS3   | Chauny – Place Bouzier ⥋ Bichancourt – Le Bac |                                          |                                          |                                          |                                          |                                          |                                          |                                          |                                          |
| CS3   | Ouverture / Fermeture 17 février 2024 / — | Longueur —                               | Durée 25-30 min                          | Nb. d’arrêts 6                           | Matériel —                               | Jours de fonctionnement L, Ma, Me, J, V  | Jour / Soir / Nuit / Fêtes O / N / N / N | Voy. / an —                              | Dépôt Chauny                             |
| CS3   | Desserte : - Communes et lieux desservis : Chauny, Sinceny, Autreville et Bichancourt - Gares desservies : Aucune |                                          |                                          |                                          |                                          |                                          |                                          |                                          |                                          |
| CS3   | Autre : - Amplitude horaire et fréquence : - Du Lundi au Vendredi en période scolaire : de 7h05 à 17h45 avec 1 départ du Lundi au Vendredi à 7h05 depuis Bichancourt, 1 départ le Mercredi à 12h20 depuis la Place Bouzier, et 1 départ du Lundi au Vendredi à 17h45 depuis la Place Bouzier.          |                                          |                                          |                                          |                                          |                                          |                                          |                                          |                                          |
| CS3   | Dernière actualisation : 11 mai 2025 |                                          |                                          |                                          |                                          |                                          |                                          |                                          |                                          |
| CS4   | Circuit Scolaire 4 | Circuit Scolaire 4                       | Circuit Scolaire 4                       | Circuit Scolaire 4                       | Circuit Scolaire 4                       | Circuit Scolaire 4                       | Circuit Scolaire 4                       | Circuit Scolaire 4                       | Circuit Scolaire 4                       |
| CS4   | Chauny – Place Bouzier ⥋ Pierremande – Mairie |                                          |                                          |                                          |                                          |                                          |                                          |                                          |                                          |
| CS4   | Ouverture / Fermeture 17 février 2024 / — | Longueur —                               | Durée 25-30 min                          | Nb. d’arrêts 9                           | Matériel —                               | Jours de fonctionnement L, Ma, Me, J, V  | Jour / Soir / Nuit / Fêtes O / N / N / N | Voy. / an —                              | Dépôt Chauny                             |
| CS4   | Desserte : - Communes et lieux desservis : Chauny, Sinceny, Autreville et Pierremande - Gares desservies : Aucune |                                          |                                          |                                          |                                          |                                          |                                          |                                          |                                          |
| CS4   | Autre : - Amplitude horaire et fréquence : - Du Lundi au Vendredi en période scolaire : de 7h10 à 17h45 avec 1 départ du Lundi au Vendredi à 7h05 depuis Pierremande, 1 départ le Mercredi à 12h25 depuis la Place Bouzier, et 1 départ du Lundi au Vendredi à 17h45 depuis la Place Bouzier.          |                                          |                                          |                                          |                                          |                                          |                                          |                                          |                                          |
| CS4   | Dernière actualisation : 11 mai 2025 |                                          |                                          |                                          |                                          |                                          |                                          |                                          |                                          |
| CS5   | Circuit Scolaire 5 | Circuit Scolaire 5                       | Circuit Scolaire 5                       | Circuit Scolaire 5                       | Circuit Scolaire 5                       | Circuit Scolaire 5                       | Circuit Scolaire 5                       | Circuit Scolaire 5                       | Circuit Scolaire 5                       |
| CS5   | Chauny – Place Bouzier ⥋ Amigny-Rouy – Le Calvaire |                                          |                                          |                                          |                                          |                                          |                                          |                                          |                                          |
| CS5   | Ouverture / Fermeture 17 février 2024 / — | Longueur —                               | Durée 20-25 min                          | Nb. d’arrêts 7                           | Matériel —                               | Jours de fonctionnement L, Ma, Me, J, V  | Jour / Soir / Nuit / Fêtes O / N / N / N | Voy. / an —                              | Dépôt Chauny                             |
| CS5   | Desserte : - Communes et lieux desservis : Chauny, Sinceny et Amigny-Rouy - Gares desservies : Aucune |                                          |                                          |                                          |                                          |                                          |                                          |                                          |                                          |
| CS5   | Autre : - Amplitude horaire et fréquence : - Du Lundi au Vendredi en période scolaire : de 7h10 à 17h40 avec 1 départ du Lundi au Vendredi à 7h10 depuis Amigny-Rouy, 1 départ le Mercredi à 12h20 depuis la Place Bouzier, et 1 départ du Lundi au Vendredi à 17h40 depuis la Place Bouzier.          |                                          |                                          |                                          |                                          |                                          |                                          |                                          |                                          |
| CS5   | Dernière actualisation : 11 mai 2025 |                                          |                                          |                                          |                                          |                                          |                                          |                                          |                                          |
| CS6   | Circuit Scolaire 6 | Circuit Scolaire 6                       | Circuit Scolaire 6                       | Circuit Scolaire 6                       | Circuit Scolaire 6                       | Circuit Scolaire 6                       | Circuit Scolaire 6                       | Circuit Scolaire 6                       | Circuit Scolaire 6                       |
| CS6   | Chauny – Place Bouzier ⥋ Bertaucourt-Epourdon – Missancourt X |                                          |                                          |                                          |                                          |                                          |                                          |                                          |                                          |
| CS6   | Ouverture / Fermeture 17 février 2024 / — | Longueur —                               | Durée 35-40 min                          | Nb. d’arrêts 9                           | Matériel —                               | Jours de fonctionnement L, Ma, Me, J, V  | Jour / Soir / Nuit / Fêtes O / N / N / N | Voy. / an —                              | Dépôt Chauny                             |
| CS6   | Desserte : - Communes et lieux desservis : Chauny, Sinceny, Saint-Gobain, Saint-Nicolas-aux-Bois et Bertaucourt-Epourdon - Gares desservies : Aucune |                                          |                                          |                                          |                                          |                                          |                                          |                                          |                                          |
| CS6   | Autre : - Amplitude horaire et fréquence : - Du Lundi au Vendredi en période scolaire : de 6h50 à 17h40 avec 1 départ du Lundi au Vendredi à 6h50 depuis Bertaucourt-Epourdon, 1 départ le Mercredi à 12h20 depuis la Place Bouzier, et 1 départ du Lundi au Vendredi à 17h40 depuis la Place Bouzier. |                                          |                                          |                                          |                                          |                                          |                                          |                                          |                                          |
| CS6   | Dernière actualisation : 11 mai 2025 |                                          |                                          |                                          |                                          |                                          |                                          |                                          |                                          |
| CS7   | Circuit Scolaire 7 | Circuit Scolaire 7                       | Circuit Scolaire 7                       | Circuit Scolaire 7                       | Circuit Scolaire 7                       | Circuit Scolaire 7                       | Circuit Scolaire 7                       | Circuit Scolaire 7                       | Circuit Scolaire 7                       |
| CS7   | Chauny – Place Bouzier ⥋ Saint-Gobain – Le Tricentenaire |                                          |                                          |                                          |                                          |                                          |                                          |                                          |                                          |
| CS7   | Ouverture / Fermeture 17 février 2024 / — | Longueur —                               | Durée 35-40 min                          | Nb. d’arrêts 12                          | Matériel —                               | Jours de fonctionnement L, Ma, Me, J, V  | Jour / Soir / Nuit / Fêtes O / N / N / N | Voy. / an —                              | Dépôt Chauny                             |
| CS7   | Desserte : - Communes et lieux desservis : Chauny, Amigny-Rouy, Servais, Deuillet, Andelain, Charmes, Bertaucourt-Epourdon et Saint-Gobain - Gares desservies : Aucune |                                          |                                          |                                          |                                          |                                          |                                          |                                          |                                          |
| CS7   | Autre : - Amplitude horaire et fréquence : - Du Lundi au Vendredi en période scolaire : de 6h55 à 17h40 avec 1 départ du Lundi au Vendredi à 6h55 depuis Saint-Gobain, 1 départ le Mercredi à 12h20 depuis la Place Bouzier, et 1 départ du Lundi au Vendredi à 17h40 depuis la Place Bouzier.         |                                          |                                          |                                          |                                          |                                          |                                          |                                          |                                          |
| CS7   | Dernière actualisation : 11 mai 2025 |                                          |                                          |                                          |                                          |                                          |                                          |                                          |                                          |
| CS8   | Circuit Scolaire 8 | Circuit Scolaire 8                       | Circuit Scolaire 8                       | Circuit Scolaire 8                       | Circuit Scolaire 8                       | Circuit Scolaire 8                       | Circuit Scolaire 8                       | Circuit Scolaire 8                       | Circuit Scolaire 8                       |
| CS8   | Chauny – Place Bouzier ⥋ Fressancourt – Mairie (départ) / Charmes – Mairie (arrivée) |                                          |                                          |                                          |                                          |                                          |                                          |                                          |                                          |
| CS8   | Ouverture / Fermeture 17 février 2024 / — | Longueur —                               | Durée 40 min                             | Nb. d’arrêts 8                           | Matériel —                               | Jours de fonctionnement L, Ma, Me, J, V  | Jour / Soir / Nuit / Fêtes O / N / N / N | Voy. / an —                              | Dépôt Chauny                             |
| CS8   | Desserte : - Communes et lieux desservis : Chauny, Fressancourt, Rogécourt, Versigny et Charmes - Gares desservies : Aucune |                                          |                                          |                                          |                                          |                                          |                                          |                                          |                                          |
| CS8   | Autre : - Amplitude horaire et fréquence : - Du Lundi au Vendredi en période scolaire : de 6h55 à 17h40 avec 1 départ du Lundi au Vendredi à 6h55 depuis Fressancourt, 1 départ le Mercredi à 12h20 depuis la Place Bouzier, et 1 départ du Lundi au Vendredi à 17h40 depuis la Place Bouzier.         |                                          |                                          |                                          |                                          |                                          |                                          |                                          |                                          |
| CS8   | Dernière actualisation : 11 mai 2025 |                                          |                                          |                                          |                                          |                                          |                                          |                                          |                                          |
| CS9   | Circuit Scolaire 9 | Circuit Scolaire 9                       | Circuit Scolaire 9                       | Circuit Scolaire 9                       | Circuit Scolaire 9                       | Circuit Scolaire 9                       | Circuit Scolaire 9                       | Circuit Scolaire 9                       | Circuit Scolaire 9                       |
| CS9   | Chauny – Place Bouzier ⥋ Travecy – Canlers |                                          |                                          |                                          |                                          |                                          |                                          |                                          |                                          |
| CS9   | Ouverture / Fermeture 17 février 2024 / — | Longueur —                               | Durée 35-40 min                          | Nb. d’arrêts 9                           | Matériel —                               | Jours de fonctionnement L, Ma, Me, J, V  | Jour / Soir / Nuit / Fêtes O / N / N / N | Voy. / an —                              | Dépôt Chauny                             |
| CS9   | Desserte : - Communes et lieux desservis : Chauny, Tergnier, Beautor et Travecy - Gares desservies : Aucune |                                          |                                          |                                          |                                          |                                          |                                          |                                          |                                          |
| CS9   | Autre : - Amplitude horaire et fréquence : - Du Lundi au Vendredi en période scolaire : de 7h00 à 17h45 avec 1 départ du Lundi au Vendredi à 7h00 depuis Travecy, 1 départ le Mercredi à 12h25 depuis la Place Bouzier, et 1 départ du Lundi au Vendredi à 17h45 depuis la Place Bouzier.              |                                          |                                          |                                          |                                          |                                          |                                          |                                          |                                          |
| CS9   | Dernière actualisation : 11 mai 2025 |                                          |                                          |                                          |                                          |                                          |                                          |                                          |                                          |

##### Lignes de CS10 à CS15
| Ligne | Caractéristiques | Caractéristiques                          | Caractéristiques                          | Caractéristiques                          | Caractéristiques                          | Caractéristiques                          | Caractéristiques                          | Caractéristiques                          | Caractéristiques                          |
| CS10  | Circuit Scolaire 10 | Circuit Scolaire 10                       | Circuit Scolaire 10                       | Circuit Scolaire 10                       | Circuit Scolaire 10                       | Circuit Scolaire 10                       | Circuit Scolaire 10                       | Circuit Scolaire 10                       | Circuit Scolaire 10                       |
| CS10  | Chauny – Place Bouzier ⥋ Courbes – Mairie | Chauny – Place Bouzier ⥋ Courbes – Mairie | Chauny – Place Bouzier ⥋ Courbes – Mairie | Chauny – Place Bouzier ⥋ Courbes – Mairie | Chauny – Place Bouzier ⥋ Courbes – Mairie | Chauny – Place Bouzier ⥋ Courbes – Mairie | Chauny – Place Bouzier ⥋ Courbes – Mairie | Chauny – Place Bouzier ⥋ Courbes – Mairie | Chauny – Place Bouzier ⥋ Courbes – Mairie |
| ----- | --- | ----------------------------------------- | ----------------------------------------- | ----------------------------------------- | ----------------------------------------- | ----------------------------------------- | ----------------------------------------- | ----------------------------------------- | ----------------------------------------- |
| CS10  | Ouverture / Fermeture 17 février 2024 / — | Longueur —                                | Durée 45-50 min                           | Nb. d’arrêts 9                            | Matériel —                                | Jours de fonctionnement L, Ma, Me, J, V   | Jour / Soir / Nuit / Fêtes O / N / N / N  | Voy. / an —                               | Dépôt Chauny                              |
| CS10  | Desserte : - Communes et lieux desservis : Chauny, Tergnier, Beautor, La Fère, Anguilcourt-le-Sart et Courbes - Gares desservies : Aucune |                                           |                                           |                                           |                                           |                                           |                                           |                                           |                                           |
| CS10  | Autre : - Amplitude horaire et fréquence : - Du Lundi au Vendredi en période scolaire : de 6h45 à 17h40 avec 1 départ du Lundi au Vendredi à 6h45 depuis Courbes, 1 départ le Mercredi à 12h20 depuis la Place Bouzier, et 1 départ du Lundi au Vendredi à 17h40 depuis la Place Bouzier.            |                                           |                                           |                                           |                                           |                                           |                                           |                                           |                                           |
| CS10  | Dernière actualisation : 11 mai 2025 |                                           |                                           |                                           |                                           |                                           |                                           |                                           |                                           |
| CS11  | Circuit Scolaire 11 | Circuit Scolaire 11                       | Circuit Scolaire 11                       | Circuit Scolaire 11                       | Circuit Scolaire 11                       | Circuit Scolaire 11                       | Circuit Scolaire 11                       | Circuit Scolaire 11                       | Circuit Scolaire 11                       |
| CS11  | Chauny – Place Bouzier ⥋ Mayot – Mairie |                                           |                                           |                                           |                                           |                                           |                                           |                                           |                                           |
| CS11  | Ouverture / Fermeture 17 février 2024 / — | Longueur —                                | Durée 40 min                              | Nb. d’arrêts 8                            | Matériel —                                | Jours de fonctionnement L, Ma, Me, J, V   | Jour / Soir / Nuit / Fêtes O / N / N / N  | Voy. / an —                               | Dépôt Chauny                              |
| CS11  | Desserte : - Communes et lieux desservis : Chauny, Tergnier, La Fère, Danizy, Achery et Mayot - Gares desservies : Aucune |                                           |                                           |                                           |                                           |                                           |                                           |                                           |                                           |
| CS11  | Autre : - Amplitude horaire et fréquence : - Du Lundi au Vendredi en période scolaire : de 6h55 à 17h40 avec 1 départ du Lundi au Vendredi à 6h55 depuis Mayot, 1 départ le Mercredi à 12h20 depuis la Place Bouzier, et 1 départ du Lundi au Vendredi à 17h40 depuis la Place Bouzier.              |                                           |                                           |                                           |                                           |                                           |                                           |                                           |                                           |
| CS11  | Dernière actualisation : 11 mai 2025 |                                           |                                           |                                           |                                           |                                           |                                           |                                           |                                           |
| CS12  | Circuit Scolaire 12 | Circuit Scolaire 12                       | Circuit Scolaire 12                       | Circuit Scolaire 12                       | Circuit Scolaire 12                       | Circuit Scolaire 12                       | Circuit Scolaire 12                       | Circuit Scolaire 12                       | Circuit Scolaire 12                       |
| CS12  | Chauny – Place Bouzier ⥋ Caillouël-Crépigny – Place Abri |                                           |                                           |                                           |                                           |                                           |                                           |                                           |                                           |
| CS12  | Ouverture / Fermeture 17 février 2024 / — | Longueur —                                | Durée 20-25 min                           | Nb. d’arrêts 5                            | Matériel —                                | Jours de fonctionnement L, Ma, Me, J, V   | Jour / Soir / Nuit / Fêtes O / N / N / N  | Voy. / an —                               | Dépôt Chauny                              |
| CS12  | Desserte : - Communes et lieux desservis : Chauny, Neuflieux, Béthancourt-en-Vaux et Caillouël-Crépigny - Gares desservies : Aucune |                                           |                                           |                                           |                                           |                                           |                                           |                                           |                                           |
| CS12  | Autre : - Amplitude horaire et fréquence : - Du Lundi au Vendredi en période scolaire : de 7h10 à 17h40 avec 1 départ du Lundi au Vendredi à 7h10 depuis Caillouël-Crépigny, 1 départ le Mercredi à 12h20 depuis la Place Bouzier, et 1 départ du Lundi au Vendredi à 17h40 depuis la Place Bouzier. |                                           |                                           |                                           |                                           |                                           |                                           |                                           |                                           |
| CS12  | Dernière actualisation : 11 mai 2025 |                                           |                                           |                                           |                                           |                                           |                                           |                                           |                                           |
| CS13  | Circuit Scolaire 13 | Circuit Scolaire 13                       | Circuit Scolaire 13                       | Circuit Scolaire 13                       | Circuit Scolaire 13                       | Circuit Scolaire 13                       | Circuit Scolaire 13                       | Circuit Scolaire 13                       | Circuit Scolaire 13                       |
| CS13  | Chauny – Place Bouzier ⥋ Beaumont-en-Beine – Mairie |                                           |                                           |                                           |                                           |                                           |                                           |                                           |                                           |
| CS13  | Ouverture / Fermeture 17 février 2024 / — | Longueur —                                | Durée 30-35 min                           | Nb. d’arrêts 8                            | Matériel —                                | Jours de fonctionnement L, Ma, Me, J, V   | Jour / Soir / Nuit / Fêtes O / N / N / N  | Voy. / an —                               | Dépôt Chauny                              |
| CS13  | Desserte : - Communes et lieux desservis : Chauny, Villequier-Aumont, Ugny-le-Gay, La Neuville-en-Beine et Beaumont-en-Beine - Gares desservies : Aucune |                                           |                                           |                                           |                                           |                                           |                                           |                                           |                                           |
| CS13  | Autre : - Amplitude horaire et fréquence : - Du Lundi au Vendredi en période scolaire : de 7h00 à 17h45 avec 1 départ du Lundi au Vendredi à 7h00 depuis Beaumont-en-Beine, 1 départ le Mercredi à 12h25 depuis la Place Bouzier, et 1 départ du Lundi au Vendredi à 17h45 depuis la Place Bouzier.  |                                           |                                           |                                           |                                           |                                           |                                           |                                           |                                           |
| CS13  | Dernière actualisation : 11 mai 2025 |                                           |                                           |                                           |                                           |                                           |                                           |                                           |                                           |
| CS14  | Circuit Scolaire 14 | Circuit Scolaire 14                       | Circuit Scolaire 14                       | Circuit Scolaire 14                       | Circuit Scolaire 14                       | Circuit Scolaire 14                       | Circuit Scolaire 14                       | Circuit Scolaire 14                       | Circuit Scolaire 14                       |
| CS14  | Chauny – Place Bouzier ⥋ Guivry – Mairie |                                           |                                           |                                           |                                           |                                           |                                           |                                           |                                           |
| CS14  | Ouverture / Fermeture 17 février 2024 / — | Longueur —                                | Durée 25-30 min                           | Nb. d’arrêts 9                            | Matériel —                                | Jours de fonctionnement L, Ma, Me, J, V   | Jour / Soir / Nuit / Fêtes O / N / N / N  | Voy. / an —                               | Dépôt Chauny                              |
| CS14  | Desserte : - Communes et lieux desservis : Chauny, Caumont, Commenchon, Ugny-le-Gay et Guivry - Gares desservies : Aucune |                                           |                                           |                                           |                                           |                                           |                                           |                                           |                                           |
| CS14  | Autre : - Amplitude horaire et fréquence : - Du Lundi au Vendredi en période scolaire : de 7h05 à 17h45 avec 1 départ du Lundi au Vendredi à 7h05 depuis Guivry, 1 départ le Mercredi à 12h25 depuis la Place Bouzier, et 1 départ du Lundi au Vendredi à 17h45 depuis la Place Bouzier.             |                                           |                                           |                                           |                                           |                                           |                                           |                                           |                                           |
| CS14  | Dernière actualisation : 11 mai 2025 |                                           |                                           |                                           |                                           |                                           |                                           |                                           |                                           |
| CS15  | Circuit Scolaire 15 | Circuit Scolaire 15                       | Circuit Scolaire 15                       | Circuit Scolaire 15                       | Circuit Scolaire 15                       | Circuit Scolaire 15                       | Circuit Scolaire 15                       | Circuit Scolaire 15                       | Circuit Scolaire 15                       |
| CS15  | Chauny – Place Bouzier ⥋ Condren – Ecole (départ) / Frières-Faillouël – Abri (arrivée) |                                           |                                           |                                           |                                           |                                           |                                           |                                           |                                           |
| CS15  | Ouverture / Fermeture 17 février 2024 / — | Longueur —                                | Durée 20-35 min                           | Nb. d’arrêts 8                            | Matériel —                                | Jours de fonctionnement L, Ma, Me, J, V   | Jour / Soir / Nuit / Fêtes O / N / N / N  | Voy. / an —                               | Dépôt Chauny                              |
| CS15  | Desserte : - Communes et lieux desservis : Chauny, Viry-Noureuil, Condren et Frières-Faillouël - Gares desservies : Aucune |                                           |                                           |                                           |                                           |                                           |                                           |                                           |                                           |
| CS15  | Autre : - Amplitude horaire et fréquence : - Du Lundi au Vendredi en période scolaire : de 7h00 à 17h40 avec 1 départ du Lundi au Vendredi à 7h00 depuis Condren, 1 départ le Mercredi à 12h20 depuis la Place Bouzier, et 1 départ du Lundi au Vendredi à 17h40 depuis la Place Bouzier.            |                                           |                                           |                                           |                                           |                                           |                                           |                                           |                                           |
| CS15  | Dernière actualisation : 11 mai 2025 |                                           |                                           |                                           |                                           |                                           |                                           |                                           |                                           |

#### Secteur de Tergnier

##### Lignes de CS16 à CS17c
| Ligne | Caractéristiques | Caractéristiques              | Caractéristiques              | Caractéristiques              | Caractéristiques              | Caractéristiques                        | Caractéristiques                         | Caractéristiques              | Caractéristiques              |
| CS16  | Circuit Scolaire 16 | Circuit Scolaire 16           | Circuit Scolaire 16           | Circuit Scolaire 16           | Circuit Scolaire 16           | Circuit Scolaire 16                     | Circuit Scolaire 16                      | Circuit Scolaire 16           | Circuit Scolaire 16           |
| CS16  | Tergnier Gare ⥋ Liez – Mairie | Tergnier Gare ⥋ Liez – Mairie | Tergnier Gare ⥋ Liez – Mairie | Tergnier Gare ⥋ Liez – Mairie | Tergnier Gare ⥋ Liez – Mairie | Tergnier Gare ⥋ Liez – Mairie           | Tergnier Gare ⥋ Liez – Mairie            | Tergnier Gare ⥋ Liez – Mairie | Tergnier Gare ⥋ Liez – Mairie |
| ----- | --- | ----------------------------- | ----------------------------- | ----------------------------- | ----------------------------- | --------------------------------------- | ---------------------------------------- | ----------------------------- | ----------------------------- |
| CS16  | Ouverture / Fermeture 17 février 2024 / — | Longueur —                    | Durée 10 min                  | Nb. d’arrêts 3                | Matériel —                    | Jours de fonctionnement L, Ma, Me, J, V | Jour / Soir / Nuit / Fêtes O / N / N / N | Voy. / an —                   | Dépôt Chauny                  |
| CS16  | Desserte : - Communes et lieux desservis : Tergnier et Liez - Gares desservies : Tergnier |                               |                               |                               |                               |                                         |                                          |                               |                               |
| CS16  | Autre : - Amplitude horaire et fréquence : - Du Lundi au Vendredi en période scolaire : de 6h50 à 18h10 avec 1 départ du Lundi au Vendredi à 6h50 depuis Liez, 1 départ le Mercredi à 13h20 depuis la gare de Tergnier, et 1 départ du Lundi au Vendredi à 18h10 depuis la gare de Tergnier.             |                               |                               |                               |                               |                                         |                                          |                               |                               |
| CS16  | Dernière actualisation : 11 mai 2025 |                               |                               |                               |                               |                                         |                                          |                               |                               |
| CS17a | Circuit Scolaire 17a | Circuit Scolaire 17a          | Circuit Scolaire 17a          | Circuit Scolaire 17a          | Circuit Scolaire 17a          | Circuit Scolaire 17a                    | Circuit Scolaire 17a                     | Circuit Scolaire 17a          | Circuit Scolaire 17a          |
| CS17a | Tergnier Gare ⥋ Tergnier – Hôtel de Ville (départ) / Tergnier – Le Pommelotier (arrivée) |                               |                               |                               |                               |                                         |                                          |                               |                               |
| CS17a | Ouverture / Fermeture 17 février 2024 / — | Longueur —                    | Durée 15 min                  | Nb. d’arrêts 9                | Matériel —                    | Jours de fonctionnement L, Ma, Me, J, V | Jour / Soir / Nuit / Fêtes O / N / N / N | Voy. / an —                   | Dépôt Chauny                  |
| CS17a | Desserte : - Communes et lieux desservis : Tergnier - Gares desservies : Tergnier |                               |                               |                               |                               |                                         |                                          |                               |                               |
| CS17a | Autre : - Amplitude horaire et fréquence : - Du Lundi au Vendredi en période scolaire : de 6h40 à 18h10 avec 1 départ du Lundi au Vendredi à 6h40 depuis l'Hôtel de Ville, 1 départ le Mercredi à 13h10 depuis la gare de Tergnier, et 1 départ du Lundi au Vendredi à 18h10 depuis la gare de Tergnier. |                               |                               |                               |                               |                                         |                                          |                               |                               |
| CS17a | Dernière actualisation : 11 mai 2025 |                               |                               |                               |                               |                                         |                                          |                               |                               |
| CS17b | Circuit Scolaire 17b | Circuit Scolaire 17b          | Circuit Scolaire 17b          | Circuit Scolaire 17b          | Circuit Scolaire 17b          | Circuit Scolaire 17b                    | Circuit Scolaire 17b                     | Circuit Scolaire 17b          | Circuit Scolaire 17b          |
| CS17b | Tergnier Gare ⥋ Tergnier – Faidherbe |                               |                               |                               |                               |                                         |                                          |                               |                               |
| CS17b | Ouverture / Fermeture 17 février 2024 / — | Longueur —                    | Durée 10 min                  | Nb. d’arrêts 8                | Matériel —                    | Jours de fonctionnement L, Ma, Me, J, V | Jour / Soir / Nuit / Fêtes O / N / N / N | Voy. / an —                   | Dépôt Chauny                  |
| CS17b | Desserte : - Communes et lieux desservis : Tergnier - Gares desservies : Tergnier |                               |                               |                               |                               |                                         |                                          |                               |                               |
| CS17b | Autre : - Amplitude horaire et fréquence : - Du Lundi au Vendredi en période scolaire : de 6h45 à 18h10 avec 1 départ du Lundi au Vendredi à 6h45 depuis Faidherbe, 1 départ le Mercredi à 13h10 depuis la gare de Tergnier, et 1 départ du Lundi au Vendredi à 18h10 depuis la gare de Tergnier.        |                               |                               |                               |                               |                                         |                                          |                               |                               |
| CS17b | Dernière actualisation : 11 mai 2025 |                               |                               |                               |                               |                                         |                                          |                               |                               |
| CS17c | Circuit Scolaire 17c | Circuit Scolaire 17c          | Circuit Scolaire 17c          | Circuit Scolaire 17c          | Circuit Scolaire 17c          | Circuit Scolaire 17c                    | Circuit Scolaire 17c                     | Circuit Scolaire 17c          | Circuit Scolaire 17c          |
| CS17c | Tergnier Gare ⥋ Tergnier – Carnot (départ) / Tergnier – Berlemont (arrivée) |                               |                               |                               |                               |                                         |                                          |                               |                               |
| CS17c | Ouverture / Fermeture 17 février 2024 / — | Longueur —                    | Durée 10 min                  | Nb. d’arrêts 8                | Matériel —                    | Jours de fonctionnement L, Ma, Me, J, V | Jour / Soir / Nuit / Fêtes O / N / N / N | Voy. / an —                   | Dépôt Chauny                  |
| CS17c | Desserte : - Communes et lieux desservis : Tergnier - Gares desservies : Tergnier |                               |                               |                               |                               |                                         |                                          |                               |                               |
| CS17c | Autre : - Amplitude horaire et fréquence : - Du Lundi au Vendredi en période scolaire : de 6h45 à 18h10 avec 1 départ du Lundi au Vendredi à 6h45 depuis Carnot, 1 départ le Mercredi à 13h10 depuis la gare de Tergnier, et 1 départ du Lundi au Vendredi à 18h10 depuis la gare de Tergnier.           |                               |                               |                               |                               |                                         |                                          |                               |                               |
| CS17c | Dernière actualisation : 11 mai 2025 |                               |                               |                               |                               |                                         |                                          |                               |                               |

##### Lignes de CS20 à CS23
| Ligne | Caractéristiques | Caractéristiques                                     | Caractéristiques                                     | Caractéristiques                                     | Caractéristiques                                     | Caractéristiques                                     | Caractéristiques                                     | Caractéristiques                                     | Caractéristiques                                     |
| CS20  | Circuit Scolaire 20 | Circuit Scolaire 20                                  | Circuit Scolaire 20                                  | Circuit Scolaire 20                                  | Circuit Scolaire 20                                  | Circuit Scolaire 20                                  | Circuit Scolaire 20                                  | Circuit Scolaire 20                                  | Circuit Scolaire 20                                  |
| CS20  | Tergnier – Collège Joliot Curie ⥋ Mennessis – Mairie | Tergnier – Collège Joliot Curie ⥋ Mennessis – Mairie | Tergnier – Collège Joliot Curie ⥋ Mennessis – Mairie | Tergnier – Collège Joliot Curie ⥋ Mennessis – Mairie | Tergnier – Collège Joliot Curie ⥋ Mennessis – Mairie | Tergnier – Collège Joliot Curie ⥋ Mennessis – Mairie | Tergnier – Collège Joliot Curie ⥋ Mennessis – Mairie | Tergnier – Collège Joliot Curie ⥋ Mennessis – Mairie | Tergnier – Collège Joliot Curie ⥋ Mennessis – Mairie |
| ----- | --- | ---------------------------------------------------- | ---------------------------------------------------- | ---------------------------------------------------- | ---------------------------------------------------- | ---------------------------------------------------- | ---------------------------------------------------- | ---------------------------------------------------- | ---------------------------------------------------- |
| CS20  | Ouverture / Fermeture 17 février 2024 / — | Longueur —                                           | Durée 20-25 min                                      | Nb. d’arrêts 5                                       | Matériel —                                           | Jours de fonctionnement L, Ma, Me, J, V              | Jour / Soir / Nuit / Fêtes O / N / N / N             | Voy. / an —                                          | Dépôt Chauny                                         |
| CS20  | Desserte : - Communes et lieux desservis : Tergnier, Liez et Mennessis - Gares desservies : Tergnier |                                                      |                                                      |                                                      |                                                      |                                                      |                                                      |                                                      |                                                      |
| CS20  | Autre : - Amplitude horaire et fréquence : - Du Lundi au Vendredi en période scolaire : de 7h20 à 17h05 avec 1 départ du Lundi au Vendredi à 7h20 depuis Mennessis, 1 départ le Mercredi à 12h05 depuis le Collège Joliot Curie, et 1 départ du Lundi au Vendredi à 17h05 depuis le Collège Joliot Curie.             |                                                      |                                                      |                                                      |                                                      |                                                      |                                                      |                                                      |                                                      |
| CS20  | Dernière actualisation : 11 mai 2025 |                                                      |                                                      |                                                      |                                                      |                                                      |                                                      |                                                      |                                                      |
| CS21  | Circuit Scolaire 21 | Circuit Scolaire 21                                  | Circuit Scolaire 21                                  | Circuit Scolaire 21                                  | Circuit Scolaire 21                                  | Circuit Scolaire 21                                  | Circuit Scolaire 21                                  | Circuit Scolaire 21                                  | Circuit Scolaire 21                                  |
| CS21  | Tergnier – Collège Joliot Curie ⥋ Tergnier – Fargniers Eglise (départ) / Tergnier – Jean Jaurès (arrivée) |                                                      |                                                      |                                                      |                                                      |                                                      |                                                      |                                                      |                                                      |
| CS21  | Ouverture / Fermeture 17 février 2024 / — | Longueur —                                           | Durée 20 min                                         | Nb. d’arrêts 9                                       | Matériel —                                           | Jours de fonctionnement L, Ma, Me, J, V              | Jour / Soir / Nuit / Fêtes O / N / N / N             | Voy. / an —                                          | Dépôt Chauny                                         |
| CS21  | Desserte : - Communes et lieux desservis : Tergnier - Gares desservies : Aucune |                                                      |                                                      |                                                      |                                                      |                                                      |                                                      |                                                      |                                                      |
| CS21  | Autre : - Amplitude horaire et fréquence : - Du Lundi au Vendredi en période scolaire : de 7h25 à 17h05 avec 1 départ du Lundi au Vendredi à 7h25 depuis Fargniers Eglise, 1 départ le Mercredi à 12h05 depuis le Collège Joliot Curie, et 1 départ du Lundi au Vendredi à 17h05 depuis le Collège Joliot Curie.      |                                                      |                                                      |                                                      |                                                      |                                                      |                                                      |                                                      |                                                      |
| CS21  | Dernière actualisation : 11 mai 2025 |                                                      |                                                      |                                                      |                                                      |                                                      |                                                      |                                                      |                                                      |
| CS22  | Circuit Scolaire 22 | Circuit Scolaire 22                                  | Circuit Scolaire 22                                  | Circuit Scolaire 22                                  | Circuit Scolaire 22                                  | Circuit Scolaire 22                                  | Circuit Scolaire 22                                  | Circuit Scolaire 22                                  | Circuit Scolaire 22                                  |
| CS22  | Tergnier – Collège Joliot Curie ⥋ Condren – Chaussée Brunehaut (départ) / Tergnier – Berlemont (arrivée) |                                                      |                                                      |                                                      |                                                      |                                                      |                                                      |                                                      |                                                      |
| CS22  | Ouverture / Fermeture 17 février 2024 / — | Longueur —                                           | Durée 10-20 min                                      | Nb. d’arrêts 8                                       | Matériel —                                           | Jours de fonctionnement L, Ma, Me, J, V              | Jour / Soir / Nuit / Fêtes O / N / N / N             | Voy. / an —                                          | Dépôt Chauny                                         |
| CS22  | Desserte : - Communes et lieux desservis : Tergnier et Condren - Gares desservies : Aucune |                                                      |                                                      |                                                      |                                                      |                                                      |                                                      |                                                      |                                                      |
| CS22  | Autre : - Amplitude horaire et fréquence : - Du Lundi au Vendredi en période scolaire : de 7h25 à 17h05 avec 1 départ du Lundi au Vendredi à 7h25 depuis Condren, 1 départ le Mercredi à 12h05 depuis le Collège Joliot Curie, et 1 départ du Lundi au Vendredi à 17h05 depuis le Collège Joliot Curie.               |                                                      |                                                      |                                                      |                                                      |                                                      |                                                      |                                                      |                                                      |
| CS22  | Dernière actualisation : 11 mai 2025 |                                                      |                                                      |                                                      |                                                      |                                                      |                                                      |                                                      |                                                      |
| CS23  | Circuit Scolaire 23 | Circuit Scolaire 23                                  | Circuit Scolaire 23                                  | Circuit Scolaire 23                                  | Circuit Scolaire 23                                  | Circuit Scolaire 23                                  | Circuit Scolaire 23                                  | Circuit Scolaire 23                                  | Circuit Scolaire 23                                  |
| CS23  | Tergnier – Collège Joliot Curie ⥋ Tergnier – Place Raoul Dautry (départ) / Tergnier – Branly (arrivée) |                                                      |                                                      |                                                      |                                                      |                                                      |                                                      |                                                      |                                                      |
| CS23  | Ouverture / Fermeture 17 février 2024 / — | Longueur —                                           | Durée 10 min                                         | Nb. d’arrêts 7                                       | Matériel —                                           | Jours de fonctionnement L, Ma, Me, J, V              | Jour / Soir / Nuit / Fêtes O / N / N / N             | Voy. / an —                                          | Dépôt Chauny                                         |
| CS23  | Desserte : - Communes et lieux desservis : Tergnier - Gares desservies : Aucune |                                                      |                                                      |                                                      |                                                      |                                                      |                                                      |                                                      |                                                      |
| CS23  | Autre : - Amplitude horaire et fréquence : - Du Lundi au Vendredi en période scolaire : de 7h30 à 17h05 avec 1 départ du Lundi au Vendredi à 7h30 depuis la Place Raoul Dautry, 1 départ le Mercredi à 12h05 depuis le Collège Joliot Curie, et 1 départ du Lundi au Vendredi à 17h05 depuis le Collège Joliot Curie. |                                                      |                                                      |                                                      |                                                      |                                                      |                                                      |                                                      |                                                      |
| CS23  | Dernière actualisation : 11 mai 2025 |                                                      |                                                      |                                                      |                                                      |                                                      |                                                      |                                                      |                                                      |

#### Secteur de La Fère

##### Lignes de CS30 à CS34
| Ligne | Caractéristiques | Caractéristiques                                                                                             | Caractéristiques                                                                                             | Caractéristiques                                                                                             | Caractéristiques                                                                                             | Caractéristiques                                                                                             | Caractéristiques                                                                                             | Caractéristiques                                                                                             | Caractéristiques                                                                                             |
| CS30  | Circuit Scolaire 30 | Circuit Scolaire 30                                                                                          | Circuit Scolaire 30                                                                                          | Circuit Scolaire 30                                                                                          | Circuit Scolaire 30                                                                                          | Circuit Scolaire 30                                                                                          | Circuit Scolaire 30                                                                                          | Circuit Scolaire 30                                                                                          | Circuit Scolaire 30                                                                                          |
| CS30  | La Fère – Marie du Luxembourg ⥋ Monceau-lès-Leups – Mairie (départ) / Anguilcourt-le-Sart – Mairie (arrivée) | La Fère – Marie du Luxembourg ⥋ Monceau-lès-Leups – Mairie (départ) / Anguilcourt-le-Sart – Mairie (arrivée) | La Fère – Marie du Luxembourg ⥋ Monceau-lès-Leups – Mairie (départ) / Anguilcourt-le-Sart – Mairie (arrivée) | La Fère – Marie du Luxembourg ⥋ Monceau-lès-Leups – Mairie (départ) / Anguilcourt-le-Sart – Mairie (arrivée) | La Fère – Marie du Luxembourg ⥋ Monceau-lès-Leups – Mairie (départ) / Anguilcourt-le-Sart – Mairie (arrivée) | La Fère – Marie du Luxembourg ⥋ Monceau-lès-Leups – Mairie (départ) / Anguilcourt-le-Sart – Mairie (arrivée) | La Fère – Marie du Luxembourg ⥋ Monceau-lès-Leups – Mairie (départ) / Anguilcourt-le-Sart – Mairie (arrivée) | La Fère – Marie du Luxembourg ⥋ Monceau-lès-Leups – Mairie (départ) / Anguilcourt-le-Sart – Mairie (arrivée) | La Fère – Marie du Luxembourg ⥋ Monceau-lès-Leups – Mairie (départ) / Anguilcourt-le-Sart – Mairie (arrivée) |
| ----- | --- | --- | --- | --- | --- | --- | --- | --- | --- |
| CS30  | Ouverture / Fermeture 17 février 2024 / — | Longueur —                                                                                                   | Durée 30-35 min                                                                                              | Nb. d’arrêts 7                                                                                               | Matériel —                                                                                                   | Jours de fonctionnement L, Ma, Me, J, V                                                                      | Jour / Soir / Nuit / Fêtes O / N / N / N                                                                     | Voy. / an —                                                                                                  | Dépôt Chauny                                                                                                 |
| CS30  | Desserte : - Communes et lieux desservis : La Fère, Danizy, Monceau-les-Leups, Courbes et Anguilcourt-le-Sart - Gares desservies : Aucune | | | | | | | | |
| CS30  | Autre : - Amplitude horaire et fréquence : - Du Lundi au Vendredi en période scolaire : de 7h15 à 17h05 avec 1 départ du Lundi au Vendredi à 7h15 depuis Monceau-lès-Leups, 1 départ le Mercredi à 12h05 depuis Marie du Luxembourg, et 1 départ du Lundi au Vendredi à 17h05 depuis Marie du Luxembourg.          | | | | | | | | |
| CS30  | Dernière actualisation : 11 mai 2025 | | | | | | | | |
| CS31  | Circuit Scolaire 31 | Circuit Scolaire 31                                                                                          | Circuit Scolaire 31                                                                                          | Circuit Scolaire 31                                                                                          | Circuit Scolaire 31                                                                                          | Circuit Scolaire 31                                                                                          | Circuit Scolaire 31                                                                                          | Circuit Scolaire 31                                                                                          | Circuit Scolaire 31                                                                                          |
| CS31  | La Fère – Marie du Luxembourg ⥋ Fressancourt – Mairie (départ) / Rogécourt – Le Tranoy (arrivée) | | | | | | | | |
| CS31  | Ouverture / Fermeture 17 février 2024 / — | Longueur —                                                                                                   | Durée 25-30 min                                                                                              | Nb. d’arrêts 9                                                                                               | Matériel —                                                                                                   | Jours de fonctionnement L, Ma, Me, J, V                                                                      | Jour / Soir / Nuit / Fêtes O / N / N / N                                                                     | Voy. / an —                                                                                                  | Dépôt Chauny                                                                                                 |
| CS31  | Desserte : - Communes et lieux desservis : La Fère, Fressancourt, Rogécourt et Versigny - Gares desservies : Aucune | | | | | | | | |
| CS31  | Autre : - Amplitude horaire et fréquence : - Du Lundi au Vendredi en période scolaire : de 7h25 à 17h10 avec 1 départ du Lundi au Vendredi à 7h25 depuis Fressancourt, 1 départ le Mercredi à 12h10 depuis Marie du Luxembourg, et 1 départ du Lundi au Vendredi à 17h10 depuis Marie du Luxembourg.               | | | | | | | | |
| CS31  | Dernière actualisation : 11 mai 2025 | | | | | | | | |
| CS32  | Circuit Scolaire 32 | Circuit Scolaire 32                                                                                          | Circuit Scolaire 32                                                                                          | Circuit Scolaire 32                                                                                          | Circuit Scolaire 32                                                                                          | Circuit Scolaire 32                                                                                          | Circuit Scolaire 32                                                                                          | Circuit Scolaire 32                                                                                          | Circuit Scolaire 32                                                                                          |
| CS32  | La Fère – Marie du Luxembourg ⥋ Bertaucourt-Epourdon – Missancourt X | | | | | | | | |
| CS32  | Ouverture / Fermeture 17 février 2024 / — | Longueur —                                                                                                   | Durée 35-40 min                                                                                              | Nb. d’arrêts 16                                                                                              | Matériel —                                                                                                   | Jours de fonctionnement L, Ma, Me, J, V                                                                      | Jour / Soir / Nuit / Fêtes O / N / N / N                                                                     | Voy. / an —                                                                                                  | Dépôt Chauny                                                                                                 |
| CS32  | Desserte : - Communes et lieux desservis : La Fère, Charmes, Andelain, Deuillet, Servais, Saint-Gobain et Bertaucourt-Epourdon - Gares desservies : Aucune | | | | | | | | |
| CS32  | Autre : - Amplitude horaire et fréquence : - Du Lundi au Vendredi en période scolaire : de 7h15 à 17h05 avec 1 départ du Lundi au Vendredi à 7h25 depuis Bertaucourt-Epourdon, 1 départ le Mercredi à 12h05 depuis Marie du Luxembourg, et 1 départ du Lundi au Vendredi à 17h05 depuis Marie du Luxembourg        | | | | | | | | |
| CS32  | Dernière actualisation : 11 mai 2025 | | | | | | | | |
| CS33  | Circuit Scolaire 33 | Circuit Scolaire 33                                                                                          | Circuit Scolaire 33                                                                                          | Circuit Scolaire 33                                                                                          | Circuit Scolaire 33                                                                                          | Circuit Scolaire 33                                                                                          | Circuit Scolaire 33                                                                                          | Circuit Scolaire 33                                                                                          | Circuit Scolaire 33                                                                                          |
| CS33  | La Fère – Marie du Luxembourg ⥋ Travecy – Canlers | | | | | | | | |
| CS33  | Ouverture / Fermeture 17 février 2024 / — | Longueur —                                                                                                   | Durée 35 min                                                                                                 | Nb. d’arrêts 8                                                                                               | Matériel —                                                                                                   | Jours de fonctionnement L, Ma, Me, J, V                                                                      | Jour / Soir / Nuit / Fêtes O / N / N / N                                                                     | Voy. / an —                                                                                                  | Dépôt Chauny                                                                                                 |
| CS33  | Desserte : - Communes et lieux desservis : La Fère, Danizy, Achery, Mayot et Travecy - Gares desservies : Aucune | | | | | | | | |
| CS33  | Autre : - Amplitude horaire et fréquence : - Du Lundi au Vendredi en période scolaire : de 7h15 à 17h05 avec 1 départ du Lundi au Vendredi à 7h15 depuis Travecy, 1 départ le Mercredi à 12h05 depuis Marie du Luxembourg, et 1 départ du Lundi au Vendredi à 17h05 depuis Marie du Luxembourg.                    | | | | | | | | |
| CS33  | Dernière actualisation : 11 mai 2025 | | | | | | | | |
| CS34  | Circuit Scolaire 34 | Circuit Scolaire 34                                                                                          | Circuit Scolaire 34                                                                                          | Circuit Scolaire 34                                                                                          | Circuit Scolaire 34                                                                                          | Circuit Scolaire 34                                                                                          | Circuit Scolaire 34                                                                                          | Circuit Scolaire 34                                                                                          | Circuit Scolaire 34                                                                                          |
| CS34  | La Fère – Marie du Luxembourg ⥋ Beautor – Cité Robinson (départ) / Beautor – Grande Rue (arrivée) | | | | | | | | |
| CS34  | Ouverture / Fermeture 17 février 2024 / — | Longueur —                                                                                                   | Durée 15 min                                                                                                 | Nb. d’arrêts 7                                                                                               | Matériel —                                                                                                   | Jours de fonctionnement L, Ma, Me, J, V                                                                      | Jour / Soir / Nuit / Fêtes O / N / N / N                                                                     | Voy. / an —                                                                                                  | Dépôt Chauny                                                                                                 |
| CS34  | Desserte : - Communes et lieux desservis : La Fère et Beautor - Gares desservies : Aucune | | | | | | | | |
| CS34  | Autre : - Amplitude horaire et fréquence : - Du Lundi au Vendredi en période scolaire : de 7h25 à 17h05 avec 1 départ du Lundi au Vendredi à 7h25 depuis Beautor, 1 départ le Mercredi à 12h10 depuis Marie du Luxembourg, et 1 départ les Lundis, Mardis, Jeudis et Vendredis à 17h05 depuis Marie du Luxembourg. | | | | | | | | |
| CS34  | Dernière actualisation : 11 mai 2025 | | | | | | | | |

#### Secteur de Saint-Gobain

##### Lignes de CS40 à CS42
| Ligne | Caractéristiques | Caractéristiques | Caractéristiques | Caractéristiques | Caractéristiques | Caractéristiques | Caractéristiques | Caractéristiques | Caractéristiques |
| CS40  | Circuit Scolaire 40 | Circuit Scolaire 40 | Circuit Scolaire 40 | Circuit Scolaire 40 | Circuit Scolaire 40 | Circuit Scolaire 40 | Circuit Scolaire 40 | Circuit Scolaire 40 | Circuit Scolaire 40 |
| CS40  | Saint-Gobain – Collège (départ et arrivée) ou Ecole Moulin (départ) ou Maternelle (arrivée) ⥋ Amigny-Rouy – Puits Souillés / Charmes – Mairie | Saint-Gobain – Collège (départ et arrivée) ou Ecole Moulin (départ) ou Maternelle (arrivée) ⥋ Amigny-Rouy – Puits Souillés / Charmes – Mairie | Saint-Gobain – Collège (départ et arrivée) ou Ecole Moulin (départ) ou Maternelle (arrivée) ⥋ Amigny-Rouy – Puits Souillés / Charmes – Mairie | Saint-Gobain – Collège (départ et arrivée) ou Ecole Moulin (départ) ou Maternelle (arrivée) ⥋ Amigny-Rouy – Puits Souillés / Charmes – Mairie | Saint-Gobain – Collège (départ et arrivée) ou Ecole Moulin (départ) ou Maternelle (arrivée) ⥋ Amigny-Rouy – Puits Souillés / Charmes – Mairie | Saint-Gobain – Collège (départ et arrivée) ou Ecole Moulin (départ) ou Maternelle (arrivée) ⥋ Amigny-Rouy – Puits Souillés / Charmes – Mairie | Saint-Gobain – Collège (départ et arrivée) ou Ecole Moulin (départ) ou Maternelle (arrivée) ⥋ Amigny-Rouy – Puits Souillés / Charmes – Mairie | Saint-Gobain – Collège (départ et arrivée) ou Ecole Moulin (départ) ou Maternelle (arrivée) ⥋ Amigny-Rouy – Puits Souillés / Charmes – Mairie | Saint-Gobain – Collège (départ et arrivée) ou Ecole Moulin (départ) ou Maternelle (arrivée) ⥋ Amigny-Rouy – Puits Souillés / Charmes – Mairie |
| ----- | --- | --- | --- | --- | --- | --- | --- | --- | --- |
| CS40  | Ouverture / Fermeture 17 février 2024 / — | Longueur — | Durée 15-40 min | Nb. d’arrêts 17 | Matériel — | Jours de fonctionnement L, Ma, Me, J, V | Jour / Soir / Nuit / Fêtes O / N / N / N | Voy. / an — | Dépôt Chauny |
| CS40  | Desserte : - Communes et lieux desservis : Saint-Gobain, Amigny-Rouy, Servais, Deuillet, Andelain et Charmes - Gares desservies : Aucune | | | | | | | | |
| CS40  | Autre : - Amplitude horaire et fréquence : - Du Lundi au Vendredi en période scolaire : de 7h15 à 16h55 avec 2 départs du Lundi au Vendredi à 7h15 et 8h20 depuis Charmes, 1 départ le Mercredi à 12h15 depuis le Collège de Saint-Gobain, 1 départ les Lundis, Mardis, Jeudis et Vendredis à 16h50 depuis l'Ecole Moulin de Saint-Gobain, et 1 départ les Lundis, Mardis, Jeudis et Vendredis à 16h55 depuis le Collège de Saint-Gobain.                                   | | | | | | | | |
| CS40  | Dernière actualisation : 11 mai 2025 | | | | | | | | |
| CS41  | Circuit Scolaire 41 | Circuit Scolaire 41 | Circuit Scolaire 41 | Circuit Scolaire 41 | Circuit Scolaire 41 | Circuit Scolaire 41 | Circuit Scolaire 41 | Circuit Scolaire 41 | Circuit Scolaire 41 |
| CS41  | Saint-Gobain – Collège (départ et arrivée) ou Ecole Gibon (départ) ou Maternelle (arrivée) ⥋ Saint-Gobain – Le Pied du Mont (départ) ou Centre de Rééducation (arrivée) / Bertaucourt-Epourdon – Les Bruyères | | | | | | | | |
| CS41  | Ouverture / Fermeture 17 février 2024 / — | Longueur — | Durée 30-55 min | Nb. d’arrêts 12 | Matériel — | Jours de fonctionnement L, Ma, Me, J, V | Jour / Soir / Nuit / Fêtes O / N / N / N | Voy. / an — | Dépôt Chauny |
| CS41  | Desserte : - Communes et lieux desservis : Saint-Gobain, Bertaucourt-Epourdon et Saint-Nicolas-aux-Bois - Gares desservies : Aucune | | | | | | | | |
| CS41  | Autre : - Amplitude horaire et fréquence : - Du Lundi au Vendredi en période scolaire : de 7h20 à 16h45 avec 1 départ du Lundi au Vendredi à 7h20 depuis Le Pied du Mont, 1 départ les Lundis, Mardis, Jeudis et Vendredis depuis Bertaucourt-Epourdon à 8h20, 1 départ les Mercredi à 8h20 depuis Bertaucourt-Epourdon,1 départ les Mercredis à 12h10 depuis le Collège de Saint-Gobain, et 1 départ les Lundis, Mardis, Jeudis et Vendredis à 16h45 depuis l'Ecole Gibon. | | | | | | | | |
| CS41  | Dernière actualisation : 11 mai 2025 | | | | | | | | |
| CS42  | Circuit Scolaire 42 | Circuit Scolaire 42 | Circuit Scolaire 42 | Circuit Scolaire 42 | Circuit Scolaire 42 | Circuit Scolaire 42 | Circuit Scolaire 42 | Circuit Scolaire 42 | Circuit Scolaire 42 |
| CS42  | Saint-Gobain – Collège (départ et arrivée) ou Maternelle (départ et arrivée) ⥋ Andelain – Mairie / Saint-Gobain – Hameau "Errancourt" | | | | | | | | |
| CS42  | Ouverture / Fermeture 17 février 2024 / — | Longueur — | Durée 10-30 min | Nb. d’arrêts 7 | Matériel — | Jours de fonctionnement L, Ma, Me, J, V | Jour / Soir / Nuit / Fêtes O / N / N / N | Voy. / an — | Dépôt Chauny |
| CS42  | Desserte : - Communes et lieux desservis : Saint-Gobain et Andelain - Gares desservies : Aucune | | | | | | | | |
| CS42  | Autre : - Amplitude horaire et fréquence : - Du Lundi au Vendredi en période scolaire : de 7h20 à 16h45 avec 1 départ les Lundis, Mardis, Jeudis et Vendredi à 7h20 depuis Andelain, 1 départ le Mercredi à 7h20 depuis Andelain, 1 départ le Mercredi à 12h05 depuis le Collège de Saint-Gobain, et 1 départ les Lundis, Mardis, Jeudis et Vendredi à 16h45 depuis la Maternelle de Saint-Gobain                                                                           | | | | | | | | |
| CS42  | Dernière actualisation : 11 mai 2025 | | | | | | | | |

### Navettes Scolaires de Chauny
| Ligne | Caractéristiques | Caractéristiques                       | Caractéristiques                       | Caractéristiques                       | Caractéristiques                       | Caractéristiques                        | Caractéristiques                         | Caractéristiques                       | Caractéristiques                       |
| NCG   | Navette Chauny Gare | Navette Chauny Gare                    | Navette Chauny Gare                    | Navette Chauny Gare                    | Navette Chauny Gare                    | Navette Chauny Gare                     | Navette Chauny Gare                      | Navette Chauny Gare                    | Navette Chauny Gare                    |
| NCG   | Chauny – Gare ⥋ Chauny – Place Bouzier | Chauny – Gare ⥋ Chauny – Place Bouzier | Chauny – Gare ⥋ Chauny – Place Bouzier | Chauny – Gare ⥋ Chauny – Place Bouzier | Chauny – Gare ⥋ Chauny – Place Bouzier | Chauny – Gare ⥋ Chauny – Place Bouzier  | Chauny – Gare ⥋ Chauny – Place Bouzier   | Chauny – Gare ⥋ Chauny – Place Bouzier | Chauny – Gare ⥋ Chauny – Place Bouzier |
| ----- | --- | -------------------------------------- | -------------------------------------- | -------------------------------------- | -------------------------------------- | --------------------------------------- | ---------------------------------------- | -------------------------------------- | -------------------------------------- |
| NCG   | Ouverture / Fermeture 17 février 2024 / — | Longueur —                             | Durée 5 min                            | Nb. d’arrêts 2                         | Matériel —                             | Jours de fonctionnement L, Ma, Me, J, V | Jour / Soir / Nuit / Fêtes O / N / N / N | Voy. / an —                            | Dépôt Chauny                           |
| NCG   | Desserte : - Communes et lieux desservis : Chauny - Gares desservies : Chauny |                                        |                                        |                                        |                                        |                                         |                                          |                                        |                                        |
| NCG   | Autre : - Amplitude horaire et fréquence : - Du Lundi au Vendredi en période scolaire : de 7h45 à 17h30 avec 1 départ du Lundi au Vendredi à 7h45 depuis la Place Bouzier, et 1 départ du Lundi au Vendredi à 17h30 depuis la gare de Chauny. |                                        |                                        |                                        |                                        |                                         |                                          |                                        |                                        |
| NCG   | Dernière actualisation : 12 mai 2025 |                                        |                                        |                                        |                                        |                                         |                                          |                                        |                                        |
| NJaC  | Navette Jacques Cartier | Navette Jacques Cartier                | Navette Jacques Cartier                | Navette Jacques Cartier                | Navette Jacques Cartier                | Navette Jacques Cartier                 | Navette Jacques Cartier                  | Navette Jacques Cartier                | Navette Jacques Cartier                |
| NJaC  | Chauny – Place Bouzier ⥋ Chauny – Collège Jacques Cartier |                                        |                                        |                                        |                                        |                                         |                                          |                                        |                                        |
| NJaC  | Ouverture / Fermeture 17 février 2024 / — | Longueur —                             | Durée 5 min                            | Nb. d’arrêts 2                         | Matériel —                             | Jours de fonctionnement L, Ma, Me, J, V | Jour / Soir / Nuit / Fêtes O / N / N / N | Voy. / an —                            | Dépôt Chauny                           |
| NJaC  | Desserte : - Communes et lieux desservis : Chauny - Gares desservies : Aucune |                                        |                                        |                                        |                                        |                                         |                                          |                                        |                                        |
| NJaC  | Autre : - Amplitude horaire et fréquence : - Du Lundi au Vendredi en période scolaire : de 7h45 à 17h30 avec 1 départ du Lundi au Vendredi à 7h45 depuis la Place Bouzier, 1 départ les Mercredis à 12h05 depuis le Collège Jacques Cartier et 1 départ les Lundis, Mardis, Jeudis et Vendredis à 17h30 depuis le Collège Jacques Cartier.                                                  |                                        |                                        |                                        |                                        |                                         |                                          |                                        |                                        |
| NJaC  | Dernière actualisation : 12 mai 2025 |                                        |                                        |                                        |                                        |                                         |                                          |                                        |                                        |
| NJM   | Navette Jean Monnet | Navette Jean Monnet                    | Navette Jean Monnet                    | Navette Jean Monnet                    | Navette Jean Monnet                    | Navette Jean Monnet                     | Navette Jean Monnet                      | Navette Jean Monnet                    | Navette Jean Monnet                    |
| NJM   | Chauny – Place Bouzier ⥋ La Fère – Lycée Jean Monnet |                                        |                                        |                                        |                                        |                                         |                                          |                                        |                                        |
| NJM   | Ouverture / Fermeture 17 février 2024 / — | Longueur —                             | Durée 20 min                           | Nb. d’arrêts 2                         | Matériel —                             | Jours de fonctionnement L, Ma, Me, J, V | Jour / Soir / Nuit / Fêtes O / N / N / N | Voy. / an —                            | Dépôt Chauny                           |
| NJM   | Desserte : - Communes et lieux desservis : Chauny et La Fère - Gares desservies : Aucune |                                        |                                        |                                        |                                        |                                         |                                          |                                        |                                        |
| NJM   | Autre : - Amplitude horaire et fréquence : - Du Lundi au Vendredi en période scolaire : de 7h40 à 17h10 avec 1 départ du Lundi au Vendredi à 7h40 depuis la Place Bouzier, et 1 départ du Lundi au Vendredi à 17h10 depuis le Lycée Jean Monnet. |                                        |                                        |                                        |                                        |                                         |                                          |                                        |                                        |
| NJM   | Dernière actualisation : 12 mai 2025 |                                        |                                        |                                        |                                        |                                         |                                          |                                        |                                        |
| NJoC  | Navette Joliot Curie | Navette Joliot Curie                   | Navette Joliot Curie                   | Navette Joliot Curie                   | Navette Joliot Curie                   | Navette Joliot Curie                    | Navette Joliot Curie                     | Navette Joliot Curie                   | Navette Joliot Curie                   |
| NJoC  | Chauny – Place Bouzier ⥋ Tergnier – Collège Joliot Curie |                                        |                                        |                                        |                                        |                                         |                                          |                                        |                                        |
| NJoC  | Ouverture / Fermeture 17 février 2024 / — | Longueur —                             | Durée 10-15 min                        | Nb. d’arrêts 3                         | Matériel —                             | Jours de fonctionnement L, Ma, Me, J, V | Jour / Soir / Nuit / Fêtes O / N / N / N | Voy. / an —                            | Dépôt Chauny                           |
| NJoC  | Desserte : - Communes et lieux desservis : Chauny, Condren et Tergnier - Gares desservies : Aucune |                                        |                                        |                                        |                                        |                                         |                                          |                                        |                                        |
| NJoC  | Autre : - Amplitude horaire et fréquence : - Du Lundi au Vendredi en période scolaire : de 7h40 à 17h05 avec 1 départ du Lundi au Vendredi à 7h40 depuis la Place Bouzier, 1 départ les Mercredis à 12h05 depuis le Collège Joliot Curie et 1 départ les Lundis, Mardis, Jeudis et Vendredis à 17h05 depuis le Collège Joliot Curie.                                                        |                                        |                                        |                                        |                                        |                                         |                                          |                                        |                                        |
| NJoC  | Dernière actualisation : 12 mai 2025 |                                        |                                        |                                        |                                        |                                         |                                          |                                        |                                        |
| NRC   | Navette Robert Schuman | Navette Robert Schuman                 | Navette Robert Schuman                 | Navette Robert Schuman                 | Navette Robert Schuman                 | Navette Robert Schuman                  | Navette Robert Schuman                   | Navette Robert Schuman                 | Navette Robert Schuman                 |
| NRC   | Chauny – Gare ⥋ Chauny – Lycée Robert Schuman (départ et arrivée) / Tergnier – Gare (arrivée) |                                        |                                        |                                        |                                        |                                         |                                          |                                        |                                        |
| NRC   | Ouverture / Fermeture 17 février 2024 / — | Longueur —                             | Durée 10-30 min                        | Nb. d’arrêts 4                         | Matériel —                             | Jours de fonctionnement L, Ma, Me, J, V | Jour / Soir / Nuit / Fêtes O / N / N / N | Voy. / an —                            | Dépôt Chauny                           |
| NRC   | Desserte : - Communes et lieux desservis : Chauny et Tergnier - Gares desservies : Chauny et Tergnier |                                        |                                        |                                        |                                        |                                         |                                          |                                        |                                        |
| NRC   | Autre : - Amplitude horaire et fréquence : - Du Lundi au Vendredi en période scolaire : de 7h30 à 16h50 avec 1 départ du Lundi au Vendredi à 7h30 depuis la gare de Chauny, 1 départ les Lundis à 8h55 depuis la gare de Chauny, 1 départ les Vendredis à 15h35 depuis le Lycée Robert Schuman, et 1 départ les Lundis, Mardis, Mercredis et Jeudis à 16h50 depuis le Lycée Robert Schuman. |                                        |                                        |                                        |                                        |                                         |                                          |                                        |                                        |
| NRC   | Dernière actualisation : 12 mai 2025 |                                        |                                        |                                        |                                        |                                         |                                          |                                        |                                        |

### Lignes RPI
Les lignes RPI sont des lignes à vocation scolaire réservées aux élèves des regroupements pédagogiques intercommunaux (RPI) des différents établissements de l'agglomération.
| Nom de la ligne  | Directions                                     |
| ---------------- | ---------------------------------------------- |
| RPI Abricot      | Frières-Faillouël via Mennessis                |
| RPI Banane       | Villequier-Aumont ↔ Ugny-le-Gay                |
| RPI Cerise       | Liez (Aisne) ↔ Tergnier                        |
| RPI Fraise       | Neuflieux ↔ Béthancourt-en-Vaux                |
| RPI Framboise    | La Fère ↔ Fressancourt / Rogécourt             |
| RPI Kiwi         | Commenchon ↔ Caumont (Aisne)                   |
| RPI Myrtille     | La Fère ↔ Travecy                              |
| RPI Pamplemousse | Pierremande ↔ Autreville (Aisne) / Bichancourt |
| RPI Pomme        | Deuillet ↔ Charmes (Aisne)                     |
| RPI Raisin       | Abbécourt ↔ Marest-Dampcourt                   |

### Transport à la Demande (TAD)
Le réseau de lignes régulières est complété par 2 services de transport à la demande :
Le service Acti'neo, desservant les zones d'emplois et d'activités des communes d'Ognes, Chauny, Sinceny, Viry-Noureuil, Condren, Tergnier, Beautor, La Fère et Charmes. Elle fonctionne du Lundi au Samedi, à 5h00 et 6h00 le matin, et à 20h00 et 21h30 le soir, sur réservation.
Le service Flexi'neo, fonctionnant sur réservation du Lundi au Samedi (et les Dimanches sur les communes desservies par les lignes urbaines), permet de relier les communes éloignées aux principaux centres d'intérêts de la zone urbaine. Ce service est séparé en 2 zones et 1 service dominical :
- Zone Ouest : Desservant les communes de Frières-Faillouël, Villequier-Aumont, Beaumont-en-Beine, La Neuville-en-Beine, Ugny-le-Gay, Guivry, Caillouël-Crépigny, Béthancourt-en-Vaux, Commenchon, Caumont, Neuflieux, Marest-Dampcourt, Quierzy, Manicamp, Abbécourt, Bichancourt, Autreville, Pierremande et Amigny-Rouy. Les habitants de ces communes peuvent se rendre aux arrêts "Zone de l'Univers", "Chauny - Gare", "Hôpital" et "Les Rincettes" avec 3 arrivées le matin (7h30, 9h30 et 13h30) et 3 départs le soir (11h30, 16h30 et 18h30).
- Zone Est : Desservant les communes de Mennessis, Liez, Travecy, Mayot, Anguilcourt-le-Sart, Achery, Courbes, Monceau-lès-Leups, Versigny, Danizy, Rogécourt, Fressancourt, Bertaucourt-Epourdon, Andelain, Deuillet, Servais, Saint-Gobain, Saint-Nicolas-aux-Bois, Brie et Fourdrain. Les habitants de ces communes peuvent se rendre aux arrêts "Tergnier - Gare", "Beautor Mairie", "Mermoz" (situé sur la commune de La Fère), "Charmes Mairie" et aux arrêts "Maison de Santé" et "Centre de Rééducation" (situés sur la commune de Saint-Gobain) avec 3 arrivées le matin (7h30, 9h30 et 13h30) et 3 départs le soir (11h30, 16h30 et 18h30).
- Service Flexi'neo Dimanche : Dessert les mêmes communes que le service Acti'neo et tous les arrêts desservis par les lignes urbaines 1, 2 et 3. Ce service fonctionne de 8h30 à 13h30.

## Exploitation

### Exploitant du réseau
En 2013, la Communauté de communes Chauny-Tergnier choisi Keolis (via sa filiale Keolis Chauny-Tergnier-La Fère) pour exploiter le réseau de transports en commun. Ce contrat est renouvelé en 2023 par la Communauté d'agglomération Chauny-Tergnier-La Fère (CTLF), pour une durée de 6ans.

### Dépôt
Les différents véhicules utilisés sur le réseau sont remisés au dépôt situé sur la commune de Chauny. Le dépôt a pour mission d'assurer l'entretien préventif et curatif du matériel. L'entretien curatif ou correctif a lieu quand une panne ou un dysfonctionnement est signalé par un conducteur.

### Parc de véhicules
Le réseau de bus Lyneo est doté d'un parc de véhicules composé de minibus, midibus, autobus standards et autocars interurbains:

#### Minibus
- Dietrich :
  - 1 Modulis 50 (numéro de parc : 114)
- Indcar :
  - 1 Mobi LE (numéro de parc : 187076)

#### Midibus
- Mercedes-Benz :
  - 2 Citaro K C2 (numéros de parc : 414 et 415)

#### Autobus standards
- Mercedes-Benz :
  - 3 Citaro C2 (numéros de parc : 516, 517 et 523)
  - 3 Citaro C2 Hybrid (numéros de parc : 524, 525 et 526)
  - 1 Citaro Facelift (numéro de parc : 522)

#### Autocars interurbains
- Iveco Bus :
  - 2 Crossway Line (numéros de parc : 253006 et 253007)

## Tarification et financement

### Tarification
Le réseau de bus Lyneo dispose d'une gamme tarifaire comprenant des tickets unitaires et des abonnements. Les tickets unitaires peuvent s'acheter directement à bord des véhicules, à l'agence Lyneo ou sur l'application en ligne M-Ticket, tandis que les abonnements ne s'achètent qu'à cette agence. L'Agence Lyneo se situe sur la Place Jean Catelas, à Chauny.
Ci-dessous, les différents titres de transports en vente sur le réseau Lyneo :
| Titre                                    | Tarif    | Public                                                                                   | Description | Support(s)                    |
| ---------------------------------------- | -------- | ---------------------------------------------------------------------------------------- | --- | ----------------------------- |
| Ticket unité                             | 1,10 €   | Tout public                                                                              | Valable 1 heure sur le réseau, avec une correspondance comprise. En vente à bord des véhicules et sur l'application M-Ticket. | Ticket cartonné               |
| Ticket Duo                               | 2,00 €   | Tout public                                                                              | Valable 1 heure sur le réseau, avec une correspondance comprise. Utilisable pour un aller-retour ou pour un voyage à deux. En vente à bord des véhicules uniquement. | Ticket cartonné               |
| Pass Journée                             | 3,00 €   | Tout public                                                                              | Valable toute la journée, avec un nombre de voyages illimités sur l'ensemble du réseau, avec les correspondances comprises. En vente à bord des véhicules uniquement. | Carte magnétique sans-contact |
| Carte 10 Voyages                         | 8,70 €   | Tout public                                                                              | Valable 1 heure à partir de la première validation à bord, avec les correspondances comprises. En vente à l'Agence Lyneo et sur l'application M-Ticket. | Carte magnétique sans-contact |
| Abonnement Mensuel                       | 24,00 €  | Tout public                                                                              | Carte nominative valable du 1er au dernier jour du mois, permettant de voyager de manière illimitée sur l'ensemble du réseau, avec les correspondances comprises. En vente à l'Agence Lyneo. | Carte magnétique sans-contact |
| Abonnement Annuel                        | 240,00 € | Tout public                                                                              | Carte nominative valable du 1er au dernier jour de la souscription de l'abonnement, permettant de voyager de manière illimitée sur l'ensemble du réseau, avec les correspondances comprises. En vente à l'Agence Lyneo.                                                                             | Carte magnétique sans-contact |
| Pack Lyneo                               | 300,00 € | Tout public                                                                              | Abonnement valable une année à partir du premier jour de sa souscription, permettant de voyager de manière illimitée sur l'ensemble du réseau, avec les correspondances comprises et la location d'un vélo électrique. En vente à l'Agence Lyneo uniquement.                                        | Carte magnétique sans-contact |
| Abonnement Jeune Mensuel                 | 18,00 €  | Voyageurs de moins de 26ans                                                              | Abonnement valable du 1er au dernier jour du mois, à partir du premier jour de sa souscription pour les voyageurs de moins de 26ans, permettant de voyager de manière illimitée sur l'ensemble du réseau, avec les correspondances comprises. En vente à l'Agence Lyneo.                            | Carte magnétique sans-contact |
| Abonnement Jeune Trimestriel             | 46,00 €  | Voyageurs de moins de 26ans                                                              | Abonnement valable pour une durée de 3 mois, à partir du premier jour de sa souscription pour les voyageurs de moins de 26ans, permettant de voyager de manière illimitée sur l'ensemble du réseau, avec les correspondances comprises. En vente à l'Agence Lyneo.                                  | Carte magnétique sans-contact |
| Abonnement Jeune Annuel                  | 155,00 € | Voyageurs de moins de 26ans                                                              | Abonnement valable une année à partir du premier jour de sa souscription pour les voyageurs de moins de 26ans, permettant de voyager de manière illimitée sur l'ensemble du réseau, avec les correspondances comprises. En vente à l'Agence Lyneo.                                                  | Carte magnétique sans-contact |
| Abonnement Jeune Mensuel Solidaire       | 9,00 €   | Voyageurs de moins de 26ans et bénéficiaires de la Complémentarité Santé Solidaire (CSS) | Abonnement valable du 1er au dernier jour du mois pour les voyageurs de moins de 26ans bénéficiant de la CSS, permettant de voyager de manière illimitée sur l'ensemble du réseau, avec les correspondances comprises. En vente à l'Agence Lyneo.                                                   | Carte magnétique sans-contact |
| Abonnement Mensuel Solidaire             | 12,00 €  | Bénéficiaires de la Complémentarité Santé Solidaire (CSS)                                | Abonnement valable du 1er au dernier jour du mois pour les voyageurs bénéficiant de la CSS, permettant de voyager de manière illimitée sur l'ensemble du réseau, avec les correspondances comprises. En vente à l'Agence Lyneo.                                                                     | Carte magnétique sans-contact |
| Abonnement Mensuel Invalidité            | 12,00 €  | Détenteurs de la Carte Invalidité à 80%                                                  | Abonnement valable du 1er au dernier jour du mois pour les détenteurs de la Carte Invalidité à 80%, permettant de voyager de manière illimitée sur l'ensemble du réseau, avec les correspondances comprises. En vente à l'Agence Lyneo.                                                             | Carte magnétique sans-contact |
| Abonnement Fréquence Annuelle Invalidité | 120,00 € | Détenteurs de la Carte Invalidité à 80%                                                  | Abonnement valable du 1er au dernier jour de l'annualité pour les détenteurs de la Carte Invalidité à 80%, permettant de voyager de manière illimitée sur l'ensemble du réseau, avec les correspondances comprises. En vente à l'Agence Lyneo.                                                      | Carte magnétique sans-contact |
| Abonnement Sénior Mensuel                | 18,00 €  | Voyageurs de plus de 62ans                                                               | Abonnement valable du 1er au dernier jour du mois pour les voyageurs de plus de 62ans, permettant de voyager de manière illimitée sur l'ensemble du réseau, avec les correspondances comprises. En vente à l'Agence Lyneo.                                                                          | Carte magnétique sans-contact |
| Abonnement Sénior Annuel                 | 180,00 € | Voyageurs de plus de 62ans                                                               | Abonnement valable une année à partir du premier jour de sa souscription pour les voyageurs de plus de 62ans, permettant de voyager de manière illimitée sur l'ensemble du réseau, avec les correspondances comprises. En vente à l'Agence Lyneo.                                                   | Carte magnétique sans-contact |
| Abonnement Mensuel SNCF                  | 20,00 €  | Tout public                                                                              | Abonnement valable du 1er au dernier jour du mois avec l'abonnement SNCF en complément, permettant de voyager de manière illimitée sur l'ensemble du réseau, avec les correspondances comprises, ainsi que sur le réseau SNCF. En vente aux guichets des gares de Chauny et de Tergnier uniquement. | Carte magnétique sans-contact |
| Abonnement Annuel SNCF                   | 200,00 € | Tout public                                                                              | Abonnement valable du 1er au dernier jour de son annualité de validité avec l'abonnement SNCF en complément, permettant de voyager de manière illimitée sur l'ensemble du réseau, avec les correspondances comprises, ainsi que sur le réseau SNCF. En vente aux guichets uniquement.               | Carte magnétique sans-contact |